# Gifford Palgrave
William Gifford Palgrave, född 1826, död 1888, var en brittisk diplomat, forskningsresande och jesuitmissionär. Han var bror till Francis Turner Palgrave och Inglis Palgrave.
Palgrave var tillsammans med finländaren Georg August Wallin den förste europé, som företog resor av geografisk betydelse till det inre av Arabien. 1862-63 genomreste han norra och mellersta Arabien från Ma'an över Ha'il och Riyadh till Katif, vilken resa beskrevs i Narrative of a year's journey through Central and Eastern Arabia (2 band, 1865). 1865 reste Palgrave i Abessinien, blev sedan konsul i flera olika länder och slutligen sändebud i Uruguay.